# Paul dans le Nord
Paul dans le Nord est une bande dessinée de Michel Rabagliati, publiée en 2015 aux éditions La Pastèque.

## Résumé
Le livre raconte l'histoire de Paul, un adolescent de 16 ans pendant l'été 76. La communication se crispe avec ses parents, il expérimente des expériences d'autonomie et de la liberté,,,,.

## Prix et distinctions
- Prix Bédéis Causa 2016 – Grand prix de la Ville de Québec - Finaliste
- Prix Bédélys Québec 2015 - Finaliste